# Takaku Aigai
 (juillet 2020).
Si vous disposez d'ouvrages ou d'articles de référence ou si vous connaissez des sites web de qualité traitant du thème abordé ici, merci de compléter l'article en donnant les références utiles à sa vérifiabilité et en les liant à la section « Notes et références ».
Takaku Aigai (高久靄崖), né en 1796 et mort en 1843, est un peintre japonais de bunjin-ga.
Il était élève de Tani Bunchō.

## Œuvres

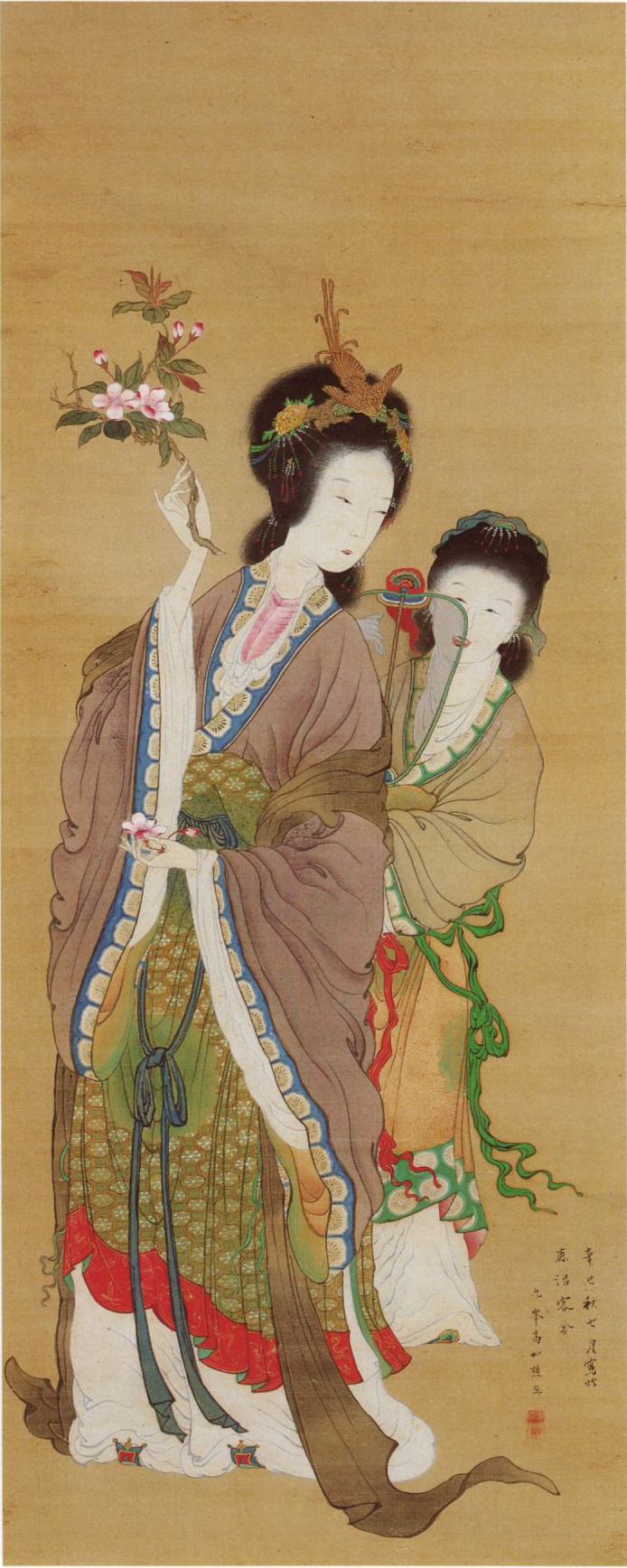
Yang Guifei, 1821.
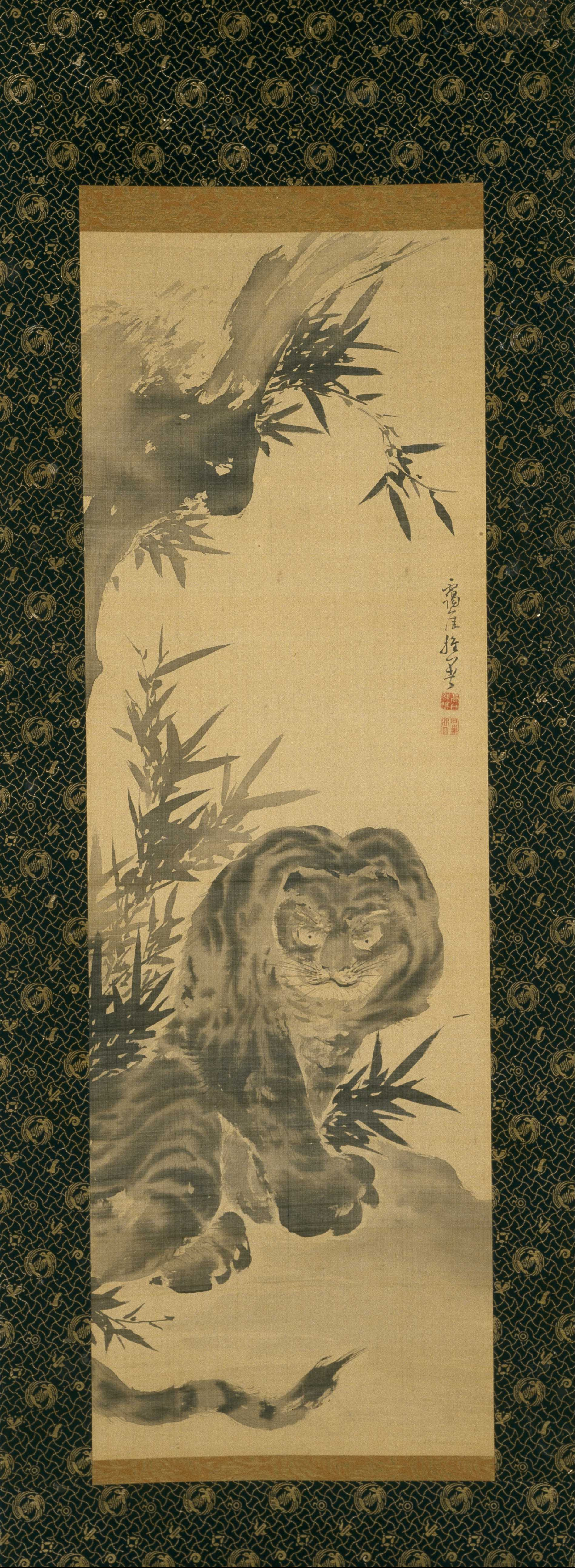